# Hàtim ibn Ibrahim al-Hamidí
Hàtim ibn Ibrahim al-Hamidí (? - al-Hutayb, 1199) fou un daï mútlaq ismaïlita tayyibita del Iemen, fill i successor d'Ibrahim ibn al-Husayn ibn Abi l-Suud.
Va succeir el seu pare el juliol de 1162. Va obtenir el suport de grups tribals himyar i hamdan i va conquerir la fortalesa de Kawkaban on es va establir. L'emir hamdanita (branca dels Banu Yam) de Sanaa, Alí ibn Hàtim al-Yamí li va declarar la guerra i es va apoderar de Kawkaban el 1169.
Hàtim es va refugiar a la Bayt Radm i després a Xaf, a la muntanyosa regió de Haraz, on va aconseguir convertir les tribus de la zona que abans eren hafidhites, dirigides pels yaburites o yabúrides sota Saba al-Yaburí que va esdevenir el seu lloctinent i cap militar, i va obtenir el control dels castells a la zona i finalment es va establir al d'al-Hutayb. En les lluites que van seguir Saba al-Yaburí, va morir en combat i els aiubites van acabar dominant el Iemen (1175). Hàtim va restar a al-Hutayb, però la seva activitat en endavant va ser clandestina.
Va morir a al-Hutayb el 7 de novembre de 1199. El va succeir el seu fill Alí ibn Hàtim al-Hamidí.